# Толстиково (Рязанская область)
Толстиково (тат. Түстик) — село в России, расположено в Касимовском районе Рязанской области. Входит в состав Балушево-Починковского сельского поселения.

## Первое упоминание
По писцовым книгам 1564 года Толстиково указано как село.
По 3-й ревизии 1761-67, в Толстиково проживали 10 крестьян мужского пола княг. Аграфены Тенишевой и 30 татар.
По 10-й ревизии 1859, село Толстиково значилось селом казенным, в нем 34 дома, 286 жителей, мечеть, православная часовня, почтовая станция.
Село Толстиково находилось на почтовом тракте из Шацка в Елатьму.
В 1914 Толстиково писалось селом магометанским с 475 жителями. В Толстиково были мечеть, школа-медресе, почтово-телеграфическое отделение, амбулаторный пункт. В Толстикове жили 83 православных, приписанных к церковному приходу с. Терентьево.
В 1930 организован колхоз, открыты ДК, школа. Во время укрупнения колхоза объединился с Балушево-починкинским и назывался «Красный Октябрь».
В 1992 он преобразован в товарищество, просуществовавшее до 2008 года.

## Расположение
Деревня расположена в 33 километрах к юго-востоку от райцентра. 
Название происходит от слова «толстик» (тат. тустик), означающего возвышенный обрывистый берег, крутой мыс. Именно в таком месте, в 3 километрах от Оки, на мысу надпойменной террасы правобережья долины реки и обосновался населенный пункт. Ныне большая часть села располагается на возвышенности, меньшая - в пределах поймы Оки (до реки отсюда 3-4 километра).

## Население
| 2010 |
| ---- |
| 44   |

## Транспорт и связь
Ранее через Толстиково проходило шоссе Р124 Касимов - Шацк, действовала паромная переправа через Оку (в 4 км, у села Сосновка). Покрытие на шоссе было из камней (булыжников). Но в 80-е годы XX в. трассировка шоссе в пределах Касимовского района была в целом сильно изменена (оно прошло в 6 км от Толстиково), в 1985 году был открыт высоководный мост через Оку у Касимова (вместо прежнего понтонного), а паромная переправа у Сосновки закрыта. Асфальтовое покрытие в пределах села, а также на дороге к Балушевым Починкам (которая до 1991 года была грунтовой) было уложено в 1992 году. Регулярное автобусное сообщение отсутствует.
Старый участок дороги Р124 к югу и северу от села ещё доступен для проезда, но постепенно зарастает травой, а в некоторых местах может быть перегорожен упавшими деревьями, в пределах окской поймы есть полуразрушенные участки.

## Религия
Точная дата постройки мечети неизвестна. В советское время она была закрыта и использовалась как сельский клуб (до начала XXI в.), минарет был снесён приблизительно в 60-х годах XX в. С 2011 года мечети восстанавливается облик, близкий к первоначальному.
Также в селе имелась деревянная церковь вблизи православного кладбища. В советское время церковь и кладбище были ликвидированы.
Мусульманское кладбище находится к северо-западу от села.

## Известные уроженцы
- Аипов, Умяр Хасанович[тат.] (1905-?) — министр лёгкой промыленности Татарской АССР.[2]